# Domilson Cordeiro dos Santos
Domilson Cordeiro dos Santos, mais conhecido como Dodô (Taubaté, 17 de novembro de 1998), é um futebolista brasileiro que atua como lateral-direito. Atualmente joga pela Fiorentina.

## Carreira

### Coritiba
Iniciou nas categorias de base do Coritiba em 2015, e no início de 2016 foi promovido por Gilson Kleina ao elenco principal do Coxa. Dodô fez sua estreia na equipe no dia 11 de março de 2016, na vitória por 3 a 0 em casa contra o Avaí, pela Primeira Liga. Ele estreou no Brasileirão no dia 14 de maio de 2016, começando em uma vitória em casa por 1–0 contra o Cruzeiro.

### Shakhtar Donetsk
Em meio ao interesse do Schalke 04 e do Benfica, o Coritiba acertou a venda de Dodô para o Shakhtar Donetsk no dia 8 de dezembro de 2017, pelo valor de 2 milhões de euros. Ele estreou no dia 7 de abril de 2018, substituindo o compatriota Alan Patrick na derrota por 2–0 contra o NK Veres Rivne.

#### Vitória de Guimarães
No dia 29 de julho de 2018, Dodô foi emprestado ao Vitória de Guimarães. Ele fez sua estreia pelo clube no dia 6 de agosto, numa derrota de 2–0 contra Tondela pela Taça da Liga.
Dodô marcou o seu primeiro gol profissional no dia 19 de dezembro de 2018, contra o Boavista, pela Taça de Portugal.

### Fiorentina
Em 22 de julho de 2022, Dodô foi contratado pela Fiorentina.

## Seleção Brasileira

### Sub-17
Dodô atuou pela Seleção Brasileira Sub-17 na Copa do Mundo Sub-17 de 2015.

### Sub-20
Dodô também atuou no Campeonato Sul-Americano Sub-20 de 2017. Ele jogou nove partidas no último torneio, oito como titular.

### Sub-23
No dia 25 de outubro de 2019, foi convocado para os amistosos com a Seleção Sub-23. No dia 26 de dezembro de 2019, com o corte de Emerson, do Betis, Dodô foi convocado para o Torneio Pré-Olímpico.

### Profissional
Dodô foi convocado por Dorival Júnior para a Seleção Brasileira na vaga de Vanderson.

## Títulos
Coritiba
- Campeonato Paranaense: 2017

Shakhtar Donetsk
- Campeonato Ucraniano: 2017–18, 2019–20
- Copa da Ucrânia: 2017–18
- Supercopa da Ucrânia: 2021